# (8801) Nugent
(8801) Nugent est un astéroïde de la ceinture principale.

## Description
(8801) Nugent est un astéroïde de la ceinture principale. Il fut découvert le 1er mars 1981 à Siding Spring par Schelte J. Bus. Il présente une orbite caractérisée par un demi-grand axe de 3,12 UA, une excentricité de 0,07 et une inclinaison de 4,1° par rapport à l'écliptique.
Il est nommé d'après Carrie Nugent.

## Compléments